# Gaston de Maupeou Monbail
Gaston de Maupeou d'Ableiges de Monbail, marquis de Monbail, est un contre-amiral et écrivain français né le 16 novembre 1896 à Nantes et décédé le 19 mars 1988 au Brusc.

## Biographie
Gilles Louis Marie Gaston de Maupeou d'Ableiges de Monbail est le fils de Noël de Maupeou d'Ableiges (1862-1927), capitaine de vaisseau, et de Louise de Rorthays (1862-1952).

En 1914, il entre à l'école Sainte-Geneviève pour y préparer l'École navale. Mais le concours d'entrée à cette école ayant été supprimé à la suite de la déclaration de guerre, il s'engage dans la marine en 1915 comme simple matelot. Embarqué sur le cuirassé Suffren, sous les ordres de l'amiral Guépratte, il fait la campagne des Dardanelles. Entretemps, le concours de l'École navale ayant été rétabli, il revient le préparer à Rochefort, y est reçu et en sort aspirant en 1917. Embarqué sur la Jeanne d'Arc, il visite les Antilles, les États-Unis et l'Amérique centrale. Promu enseigne de 2e classe, il est envoyé en mer du Nord où il fait sur le torpilleur Enseigne Roux la campagne des bancs de Flandres avec la « Dover Patrol » anglaise. Nommé enseigne de 1re classe, il passe sur le torpilleur Bouclier dans la même formation, et prend part à un combat naval qui lui vaut sa première citation, signée de l'amiral Ronarc'h : 

« A conduit avec sang-froid et coup d’œil le tir de son bâtiment pendant l'engagement de nuit du 21 mars 1918. A grandement contribué à la destruction d'un torpilleur ennemi. »

Quelques jours après, sa conduite lors de l'opération d'embouteillage de Zeebruges et d'Ostende lui vaut un témoignage de satisfaction du ministre de la Marine. Enfin, le 21 novembre 1918, dans le Firth of Forth devant Édimbourg, il assiste à la reddition de la flotte allemande.
De 1918 à 1932, il effectue de nombreuses campagnes et est chargé de missions militaires, hydrographiques et diplomatiques qui le conduisent au Proche-Orient, en Baltique, à Terre-Neuve, sur le Danube et en Méditerranée.
Officier en second du torpilleur Basque en 1932 et 1933, il est promu capitaine de corvette et prend le commandement de l'aviso Mondement, stationnaire de Tanger et du Maroc, avec lequel il participe, en liaison avec l'armée de terre, à la campagne de l'Anti-Atlas (1934). Il est ensuite second du contre-torpilleur Panthère puis du Verdun. En 1937, il embarque sur le croiseur Lamotte-Picquet en qualité de sous-chef d'état-major des Forces Navales d'Extrême-Orient, au moment de la guerre sino-japonaise.

Promu capitaine de frégate en 1939, il est affecté à l'état-major du préfet maritime de Toulon où il se trouvait lorsque éclate la guerre. En mai 1940, il rallie la défense maritime de Dunkerque, aux ordres de l'amiral Abrial qui lui confie le commandement de l'antenne avancée de son dispositif que constitue le front de mer d'Ostende. Il arrive en pleine action : sous la poussée irrésistible de l'armée allemande les troupes françaises sont rejetées à la mer. Il participe à leur évacuation, couvre leur embarquement et est le dernier Français à quitter la côte de Belgique (21 mai). Il est cité à l'ordre de l'Armée de mer : 

« Commandant le port d'Ostende, a exercé son commandement avec calme, sans protection, sous les plus violents bombardements. »

Durant quelques jours il prend le commandement d'un groupe de chasseurs de sous-marins avec lequel il accomplit diverses missions au Havre et à Cherbourg. Puis, devant l'avance rapide de l'armée Rommel, il descend à terre et dirige des compagnies franches sous cette dernière place. Effectuant un jour une reconnaissance avec un de ses officiers, afin de recueillir des renseignements sur l'avance ennemie, il trouve, au pont de Martinvast, un canon de 75 abandonné, le met en batterie comme un simple artilleur, tire sur une colonne allemande et lui interdit ainsi l'accès de Cherbourg par cette voie. Il est de nouveau cité à l'ordre du Corps d'armée. Lors de la reddition de la ville, il réussit à échapper aux Allemands, se cache dans le pays et gagne Carteret où il cherche à s'embarquer pour l'Angleterre. Il n'y trouve aucun bateau pour assurer son passage mais y apprend par la radio que le maréchal Pétain vient de constituer un gouvernement en Auvergne. Il décide d'aller y prendre des ordres, traverse l'ouest de la France à pied ou sur des bicyclettes empruntées, et arrive à Auzay, chez son frère Jacques alors prisonnier, où sa belle-sœur lui procure une automobile avec laquelle il gagne la zone libre.
Par décret au JO du 22 décembre 1948, p. 12405, il est autorisé à s'appeler dorénavant, avec ses enfants : de Maupeou d'Ableiges de Monbail.

## Descendance
La descendance de Gaston est de la liste des enfants suivants, avec son épouse Chantal Josèphe Hedwige Marie Sabine d'Ursel:
- Aurian de Maupeou d'Ableiges de Monbail
- Daniel-Ange de Maupeou d'Ableiges  de Monbail
- Pascal de Maupeou d'Ableiges de Monbail
- Raphaël de Maupeou d'Ableiges de Monbail

## Œuvres
- Instructions nautiques de la mer du Nord
- Instructions nautiques du Danube
- La Corse et le Saint-Siège (1941)
- Les princes de la Roche-sur-Yon (1959) — Prix d'Académie[3]

## Sources